# Turi Vasile

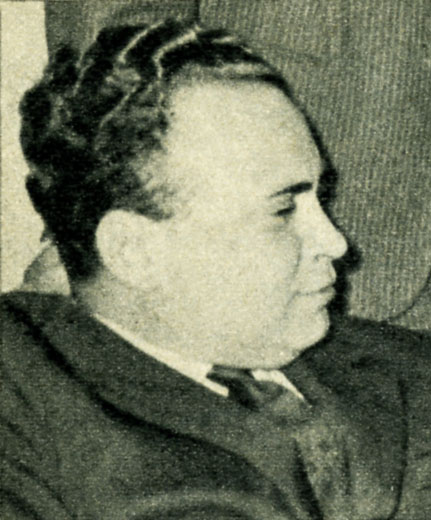
Turi Vasile

Turi Vasile (Messina, 22 maart 1922 - Rome, 1 september 2009) was een Italiaans filmproducent, regisseur en scenarioschrijver.
Vasile was producent van films als Roma van Frederico Fellini, I vinti van Michelangelo Antonioni, Io la conoscevo bene van Antonio Pietrangeli, I tulipani di Harlem en  Pane e cioccolata  van Franco Brusati, Anonimo veneziano van Enrico Maria Salerno, regisseur van Gambe d'oro con Totò en scenarioschrijver voor Luigi Zampa en Michelangelo Antonioni. 
Hij werkte ook mee aan films als Processo alla città van Luigi Zampa, Sedotta e abbandonata van Pietro Germi, Gli indifferenti van Francesco Maselli, Operazione San Gennaro van Dino Risi. Sinds de jaren 1940 was hij ook actief in het theater en schreef verschillende toneelstukken. Vanaf 1992 schreef hij ook fictie: Un villano a Cinecittà (1993), L'ultima sigaretta (1996), Male non fare (1997), Il ponte sullo stretto (1999) en  La valigia di fibra (2002).

## Publicaties
- Paura del vento e altri racconti (Sellerio, 1987)
- Un villano a Cinecittà (Sellerio, 1993)
- L'ultima sigaretta (Sellerio, 1996)
- Male non fare (Sellerio, 1997)
- Il ponte sullo stretto (Sellerio, 1999)
- La valigia di fibra (Sellerio, 2002)
- Morgana (Avagliano editore, 2007)
- Silvana (Avagliano editore, 2008)
- L'ombra (Hacca, 2009)

## Cinematografie (regisseur)
- Le signore (1960)
- Roulotte e roulette (1959)
- Gambe d'oro (1958)
- Promesse di marinaio (1958)
- I colpevoli (1957)
- Classe di ferro (1957)